# Древс, Эгон
Э́гон Древс (нем. Egon Drews, 1 июня 1926 — 13 января 2011) — западногерманский байдарочник, двукратный бронзовый медалист Олимпийских игр в Хельсинки (1952).

## Спортивная карьера
C 14-летнего возраста начал выступать в байдарке-двойке. После победы на национальном чемпионате на дистанциях 1000 и 10000 метров спортсмены были отобраны к сборную на тех же дистанциях на летние Олимпийские игры в Хельсинки (1952), на которых стали двукратными бронзовыми призёрами. Через четыре года в Мельбурне (1956) Древс остался без медалей.
В 1954 г. стал третьим на Кубке мира (дистанция 1000 м). Четырехкратный чемпион ФРГ на байдарке-двойке на дистанции 1000 м (1952, 1953, 1954, 1956), 6-кратный — на дистанции 10 000 м (1952, 1953, 1954, 1955, 1956, 1957).